# Halleria
- Commons
- Wikispecies

Halleria L. é um género botânico pertencente à família Scrophulariaceae.

## Principais espécies
- Halleria lucida
- Halleria abyssinica
- Halleria elliptica
- Halleria ilicifolia
- Halleria ligustrifolia
- Halleria lucida
- Halleria ovata

## Classificação do gênero
| Sistema | Classificação                        | Referência               |
| ------- | ------------------------------------ | ------------------------ |
| Linné   | Classe Didynamia, ordem Angiospermia | Species plantarum (1753) |